# Renault Twingo I
La Renault Twingo I est une petite citadine du constructeur automobile français Renault, produite de 1992 à 2007 en Europe, et jusqu'à 2012 en Amérique du Sud.
La Twingo est présentée en octobre 1992 et officiellement commercialisée en février 1993. Avec sa « face de grenouille », elle ose un profil de monospace appliqué à une citadine lui donnant un espace intérieur généreux pour sa longueur de 3,43 m. En 1996, le « moteur D » (type D7F) 1 149 cm3 à 8 soupapes de 60 ch relève le niveau de la motorisation, qui est jusqu'alors l'antique « moteur Cléon-Fonte » apparu sur la Renault Floride S en 1962, conçu par l'ingénieur René Vuaillat, délivrant 55 ch, pour une cylindrée de 1 239 cm3 sur la Twingo. La boite de vitesses JB est celle apparue sur les Renault 9 et Renault 11. La construction monocorps, qui n'est connue à l'époque que pour les monospaces tels le Renault Espace, est ici proposée pour la première fois sur le segment des citadines.

## Historique

### Contexte
Dès le début des années 1970, Renault étudie le développement d'un véhicule citadin d'entrée de gamme, sans qu'aucun des nombreux projets envisagés ne devienne une réalité compte tenu de la difficulté de proposer un véhicule bas de gamme à la fois compétitif et rentable.

### Conception et développement
Au milieu des années 1980, les équipes de Renault constatent que le remplacement de la Renault Supercinq par la future Renault Clio I libère une place pour une offre plus compacte et économique au sein de la gamme du constructeur. Le projet d'une citadine monocorps économique est lancé en interne sous le nom W-60, et de jeunes designers de Renault tels que Jean-Pierre Ploué et Thierry Metroz travaillent alors sur le projet. Des designers extérieurs tels que Marcello Gandini font également des propositions de style.
En 1988, Patrick Le Quément prend la tête du design Renault, et avec le PDG du constructeur Raymond Lévy, ils décident de poursuivre le projet W-60 (devenu X-06), en se basant sur la proposition de style de Jean-Pierre Ploué. Les volumes du véhicule sont retravaillés, et des phares ronds sont ajoutés pour plus de bonhommie sous l'impulsion de Le Quément. Lors des tests cliniques, une majorité de sondés déteste le design de la maquette. Une minorité toutefois adore son style, et Renault prend le risque de geler le style extérieur du véhicule quelques mois plus tard,.
En ce qui concerne le Design intérieur,un concours interne est lancé auprès des Designers Renault et  un studio de Design japonais est également consulté.Le Designer Gérard Gauvry remporte ce concours et il est donc chargé du Design intérieur: planche de bord et totalité de l'habitacle. Gérard Gauvry  est également chargé du Product Design de la collection Merchandising.
L'équipe de conception est dirigée par Yves Dubreuil, qui dispose d'un budget particulièrement restreint pour développer le véhicule. De nombreux arbitrages sont alors réalisés afin d'économiser sur la conception et la production du véhicule : peu de versions et d'options, pas de version à volant à droite (RHD), antenne sur le rétroviseur, compteurs digitaux. Plusieurs noms sont évoqués pour désigner la future petite citadine de Renault : Ypso, Tonga, Maya. C'est finalement Twingo qui est retenu, ce nom étant présenté comme la contraction des mots « twist », « swing » et « tango ». La Twingo est présentée en octobre 1992 et officiellement commercialisée en février 1993.

### Phase 1

#### 1recollection(1993)
Lors de sa commercialisation, la voiture est délibérément minimaliste. Elle s'adresse en effet initialement à une clientèle « décalée », les seuls équipements de série sont la lunette arrière dégivrante, les vitres teintées, le pré-équipement radio, l'essuie-glace arrière, le bouchon de carburant fermant à clé ainsi que la banquette arrière coulissante (et inclinable) permettant d'augmenter l'espace aux jambes des passagers arrière ou le volume du coffre selon les besoins. La voiture est ainsi proposée avec un seul type de tissu (une maille à motifs graphiques), une seule harmonie pour les plastiques intérieurs (deux nuances de gris) et pour les accessoires intérieurs (vert), à un seul prix en France : 54 000 francs (8400 €) 

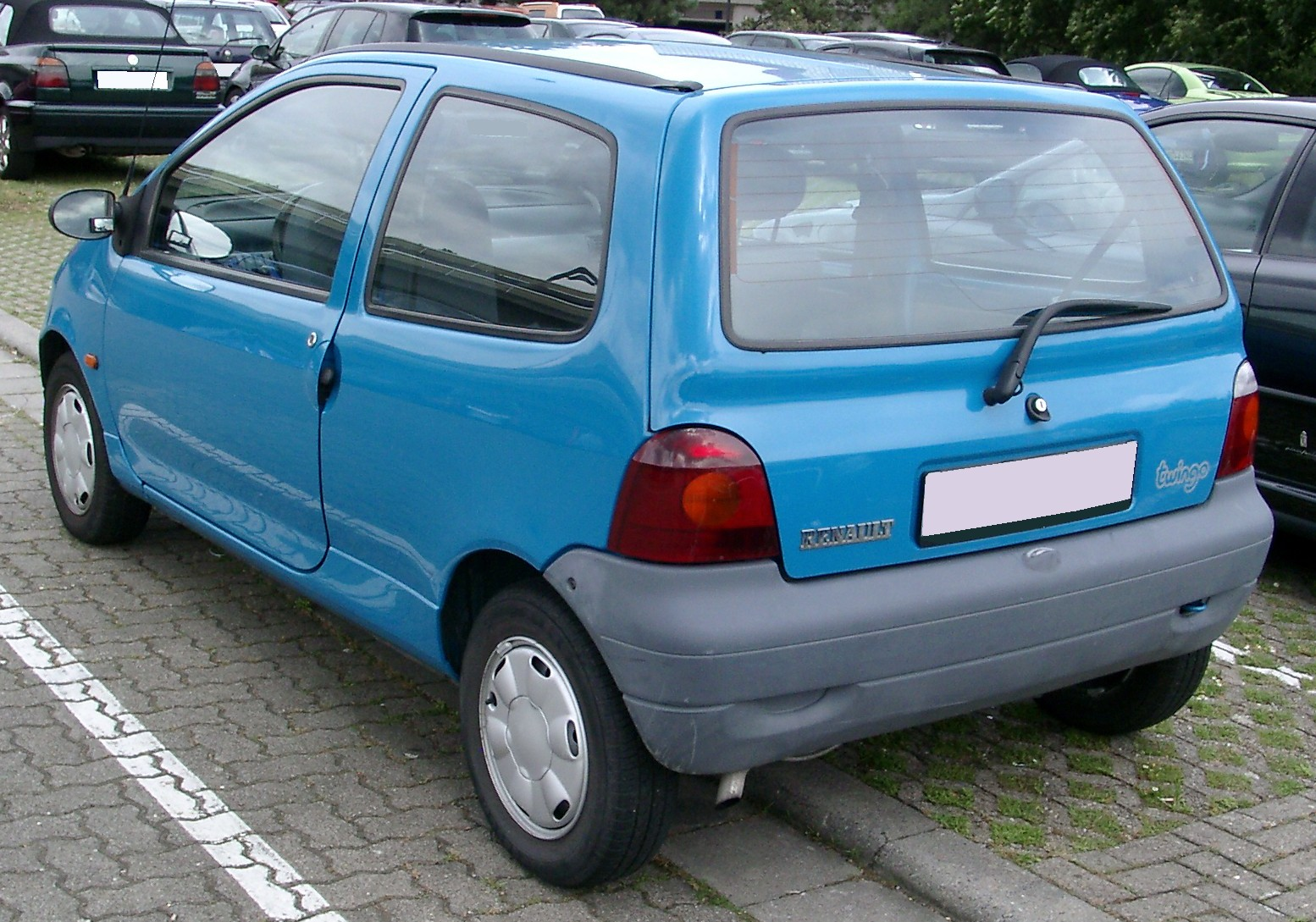
L'arrière de la première version

Elle n'est pas produite en version à conduite à droite, toujours dans une logique de minimisation des coûts de production, la Twingo I n'est par conséquent pas exportée au Royaume-Uni ni en Irlande.

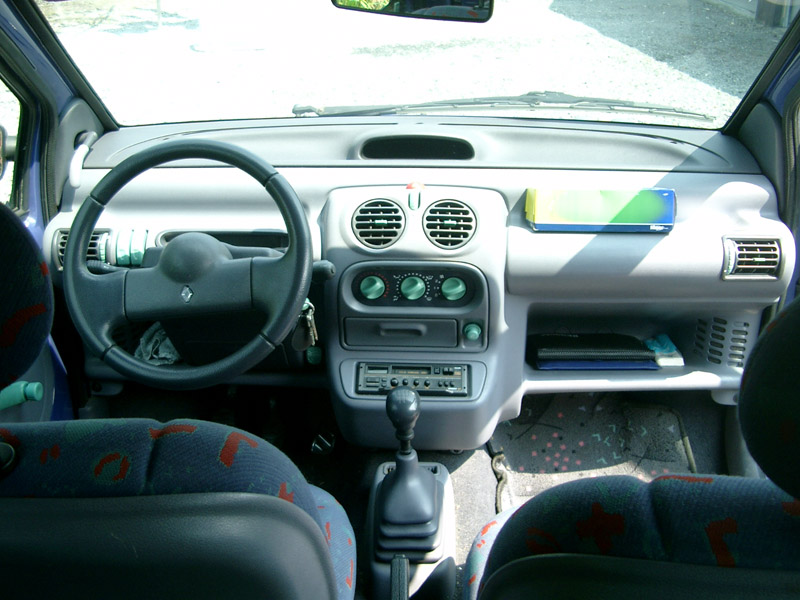
La planche de bord de la première version

Elle est proposée initialement en quatre couleurs opaques (Jaune Indien, Rouge Corail, Bleu Outremer et Vert Coriandre) pimpantes et décalées, rejointes un peu plus tard par 2 couleurs métallisées (Gris Brume et Rouge Nacré) et le noir.
En juillet 1993 (pour l'année-modèle 1994) ont lieu quelques modifications, tel un essuie-glace avant à 3 vitesses, un rétroviseur côté passager à réglage de l'intérieur, et l'accent est mis sur la sécurité avec l'adoption de barres anti-encastrement dans les portes et de prétensionneurs de ceintures avant.

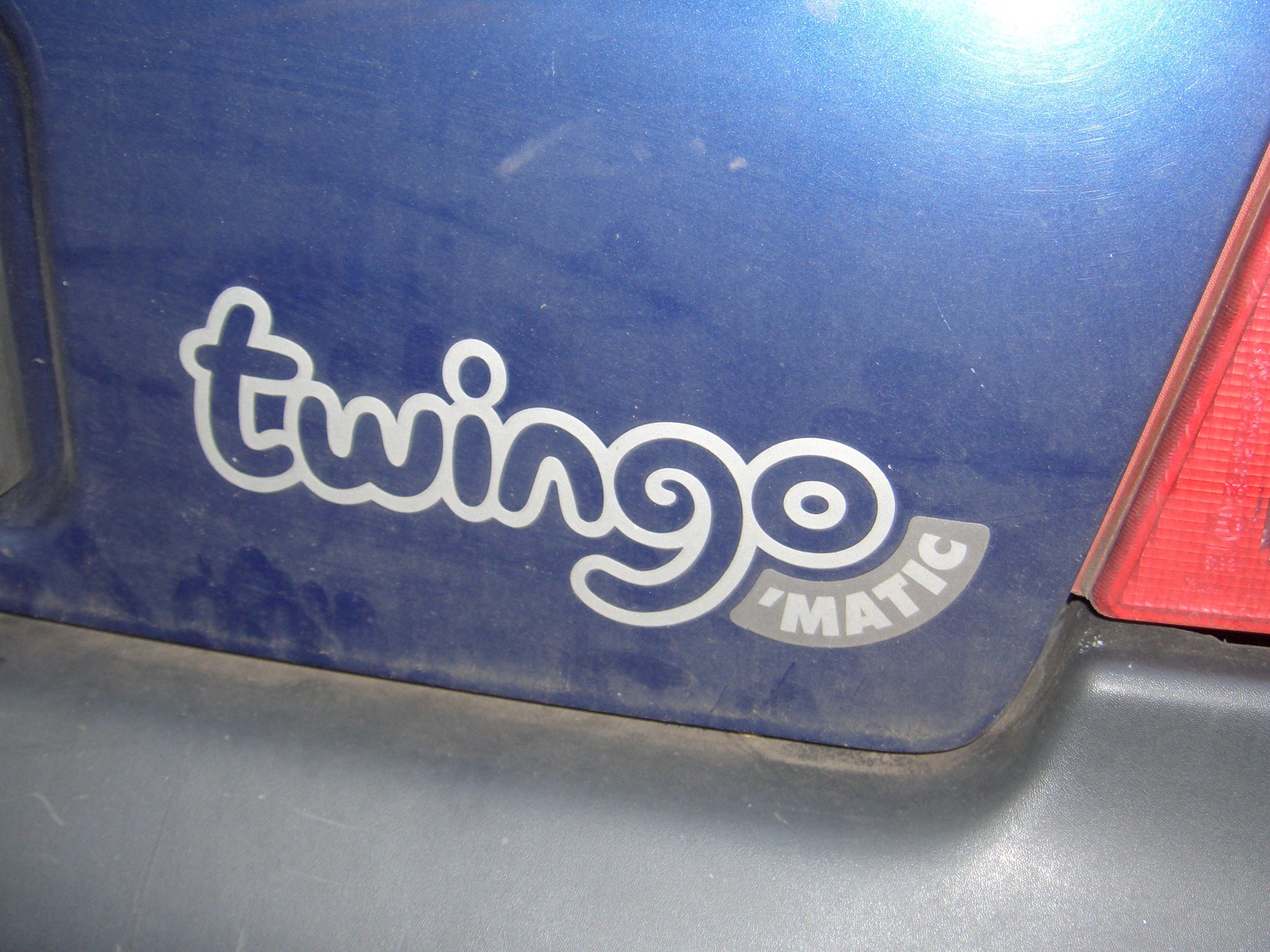
La Twingo'matic à boîte de vitesses automatique

Le slogan de la Twingo I phase I est « Twingo, à vous d’inventer la vie qui va avec ».

#### 2ecollection(1995)
Cette seconde collection sortie en octobre 1994 (pour l'année-modèle 1995) bénéficie de nouvelles teintes de carrosserie avec vernis métallisé, disponibles en jaune, vert yanos, rose fuchsia, rouge, bleu cyan et bleu nuit.
Deux types de sellerie sont disponibles, une en maille bleu foncé sur les versions de base et une en velours à motifs nuages. Les commandes de ventilation, les manivelles de vitres (ou commandes de vitres électriques le cas échéant)... sont bleu foncé.
De nouvelles options font leur apparition comme l'ABS (freins antiblocage), l'airbag (mars 1995) ou l'option Pack Électrique qui ajoute à l'équipement de série les rétroviseurs électriques, les vitres électriques ainsi que le verrouillage centralisé des portes et du hayon.
Les premières séries limitées apparaissent : les Twingo Alizée et Kenzo, tandis que deux nouvelles versions font leur entrée: la Twingo Easy à boite semi-automatique (sans pédale d'embrayage) et la Twingo Société utilitaire à TVA récupérable, deux places et un bac plastique de chargement à l'arrière.

#### 3ecollection(1997)
Septembre 1996 (modèle 1997), apparition du nouveau « moteur D » (type D7F), d'abord sur les Twingo sans climatisation puis généralisé à l'ensemble de la gamme deux mois plus tard. Ce moteur, de cylindrée légèrement inférieure à l'ancien « moteur Cléon-Fonte » et doté d'une injection multipoint, apporte de meilleures performances, une meilleure insonorisation et des consommations moindres. Ajout d'un troisième feu stop au-dessus de la lunette arrière
et d'une fonction « recyclage intérieur » pour la ventilation. En septembre 1997, Renault propose la nouvelle motorisation en bicarburation GPL, qui restera au catalogue jusqu'en 2007. Les boutons de commande deviennent beiges.
Les séries spéciales Twingo Air et Sari intègrent en série un toit découvrable manuel en toile. Sur la Sari la toile est de couleur assortie à la carrosserie. Il y aura d'autres séries spéciales dans cette collection comme les Jungle ou Élite.
Juillet 1997, la millionième Twingo tombe de chaîne.

### Phase 2

#### 4ecollection(1999)

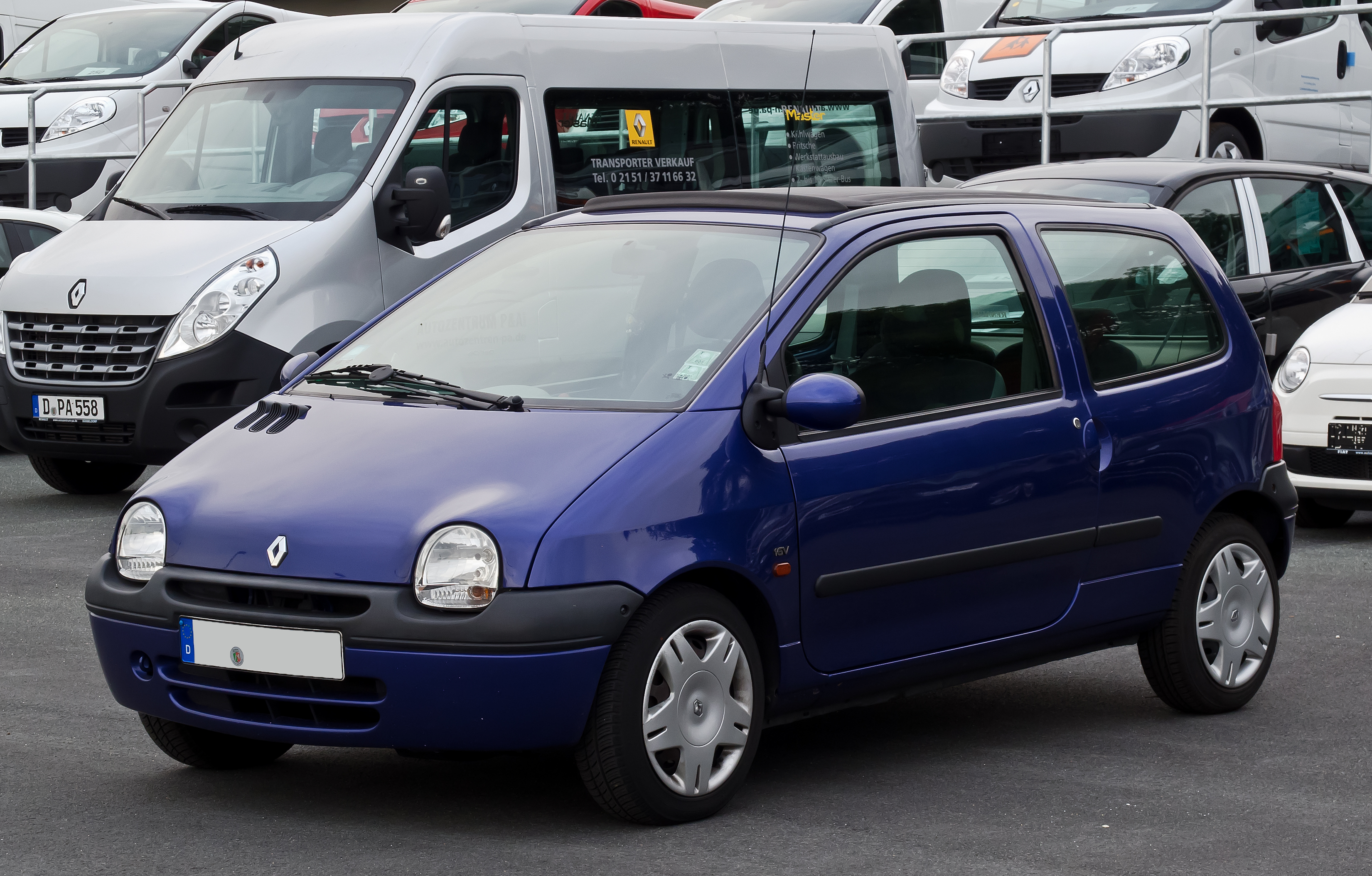
L'avant...

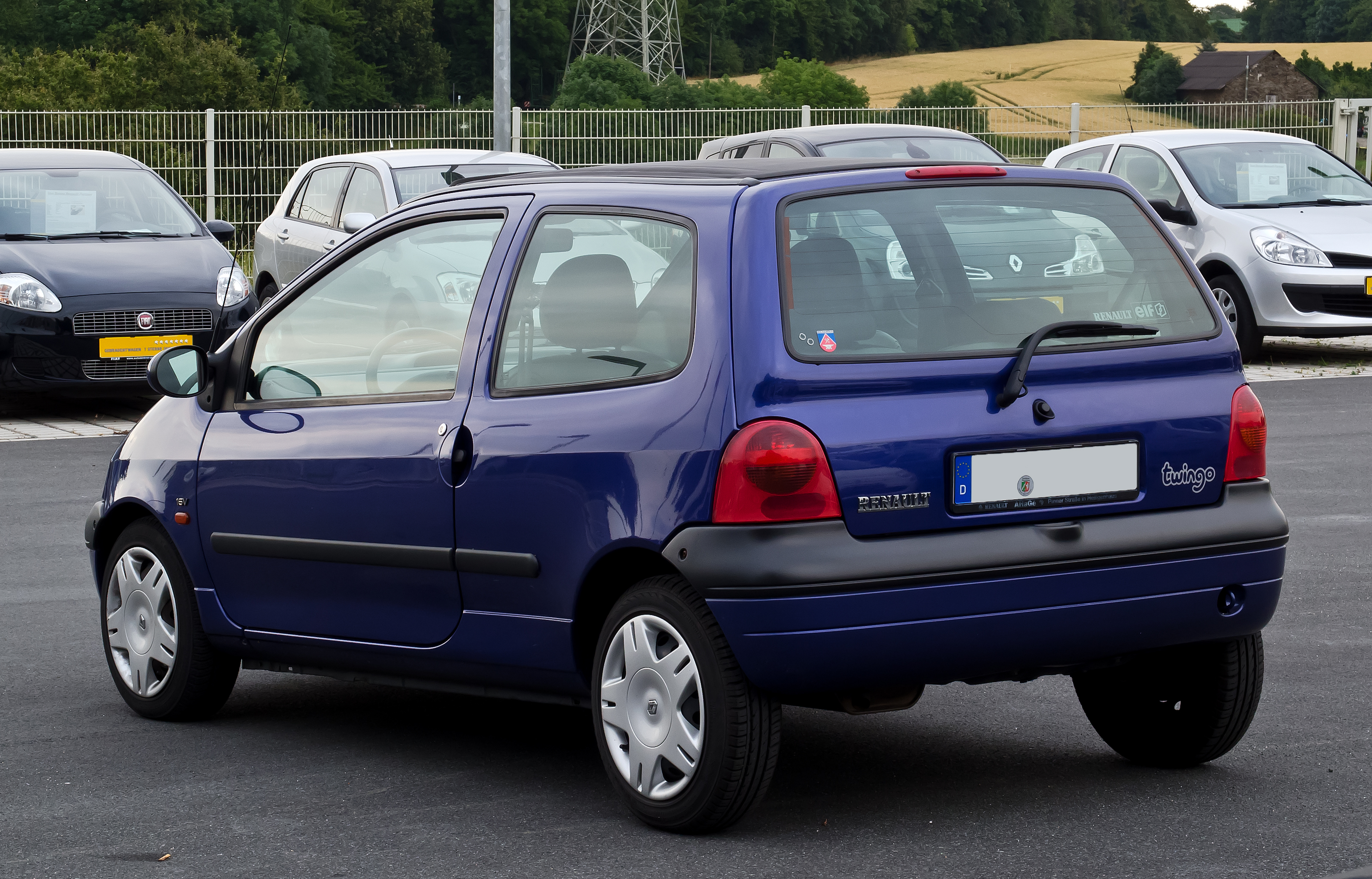
... et l'arrière de la Twingo restylée

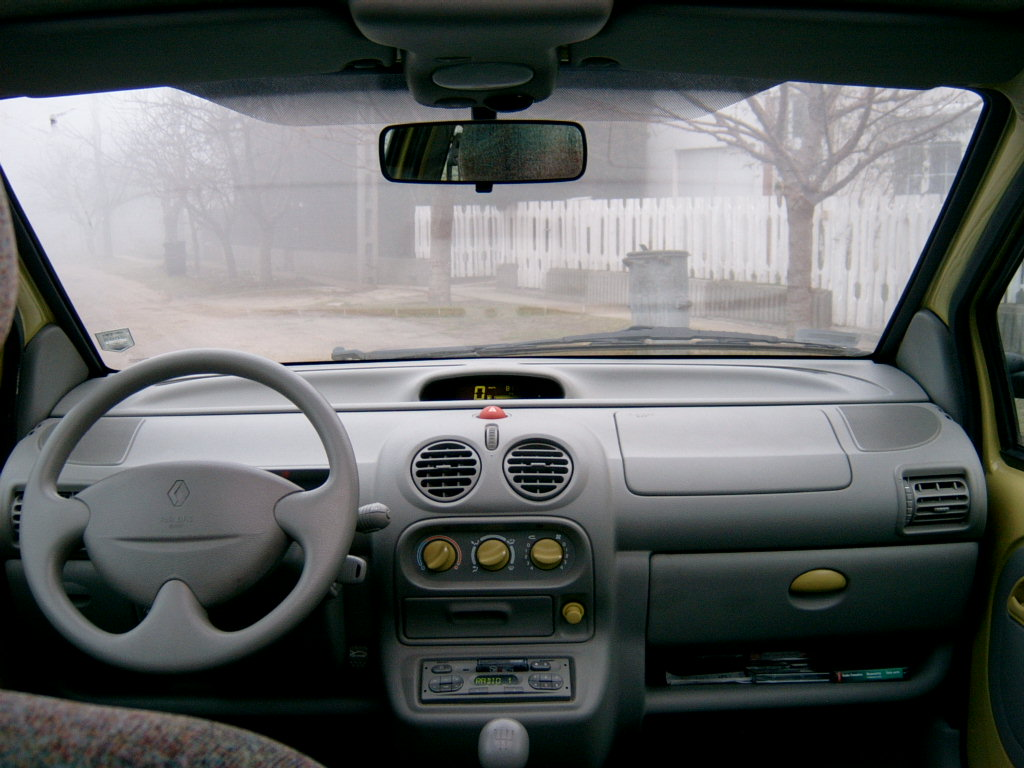
La planche de bord de la phase 2.

La Twingo subit en septembre 1998 (modèle 1999) un profond restylage : nouveaux phares monobloc intégrant les clignotants (auparavant orange), feux arrière au fini revu, boucliers lissés et peints couleur carrosserie dans leur moitié inférieure (hormis sur les versions de base), nouveaux enjoliveurs de roues, antibrouillards avant (le cas échéant) ronds issus de la Clio II phase 1 sortie quelques mois auparavant.
Le tableau de bord est modifié, il n'est plus creusé comme sur les versions précédentes et Renault y intègre l'airbag passager. Les haut-parleurs remontent sur le haut du tableau de bord. Les boutons de commandes intérieurs sont cette fois-ci, jaunes. Les petits ronds de la jauge d'essence sont remplacés par des bâtons. Une couleur inédite caractéristique de la 4e collection : le Bleu Tobago métallisé (un bleu-vert clair) n'est pas repris sur la 5e collection.

### Phase 3

#### 5ecollection(2000)
Septembre 2000, les phares devenus monobloc depuis la phase 2 ont à présent une glace lisse et en matière plastique (polycarbonate). Les antibrouillards avant pour les versions équipées sont repris des Laguna I phase 2, Mégane I phase 2 et  Scénic I phase 2. Le comportement routier et le freinage sont grandement améliorés grâce à l'adoption de barres antiroulis de plus grosse section et de roues en 14 po permettant le montage de freins plus gros et par conséquent plus efficaces. À partir de janvier 2001, arrivée du « moteur D » en version 16 soupapes (type D4F), la cylindrée reste inchangée, la puissance passe à 75 ch et son couple de 93 à 105 N m à 1 500 tr/min.
Les panneaux de portières sont modifiés et accueillent désormais les haut-parleurs. Un médaillon de tissu identique à la sellerie y est également apposé, et les boutons de commandes intérieurs deviennent rouge bordeaux.
Plusieurs séries spéciales dans cette collection, notamment les Twingo Perrier et Cinetic.
Juin 2002, la 2 millionième Twingo tombe de chaîne.

#### 6ecollection(2002)
Septembre 2002, en plus des traditionnelles nouvelles teintes extérieures et nouvelles selleries intérieures, la sixième collection de la Twingo voit apparaître une nouvelle finition Tech'Run se voulant plus dynamique avec son moteur 16 soupapes 75 ch, ses boucliers entièrement peints couleur carrosserie, ses jantes alliage, son intérieur bicolore gris et bleu et son équipement haut de gamme. Sur le plan technique, la Twingo est dotée de l'aide au freinage d'urgence (AFU) ainsi que d'un système ISOFIX (crochets pour siège enfant) aux places arrière afin de ne pas se laisser distancer par des rivales de conception plus récente. À cet égard, elle est aussi équipée en série d'un témoin sonore avertissant le conducteur lorsqu'il a oublié de mettre sa ceinture. Les boutons de commande sont rouges.

### Phase 4

#### 7ecollection(2004)
Nouvelle poignée de coffre inspirée de celle de la Clio II phase 2 intégrant le logo Renault. Elle reçoit des baguettes latérales et les feux arrière rouge cristal (plus clairs). Les boutons de commande sont gris foncé.
Une toute dernière série spéciale Émotion est commercialisée, arborant des autocollants sur le capot et les 4 ailes.
Une version Kenzo II de couleur violet empereur est également proposée.

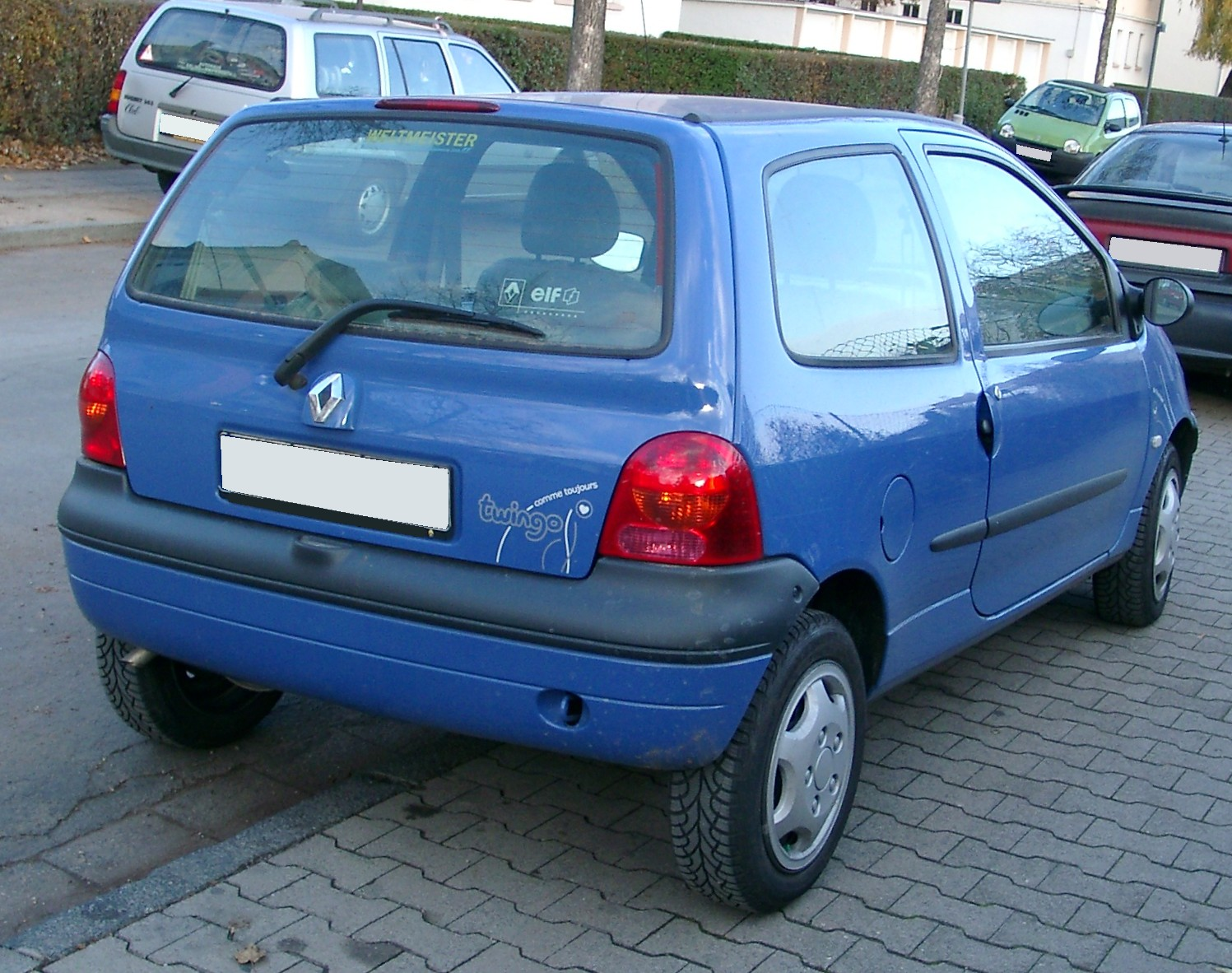
Le nouveau bouton d'ouverture du coffre et l'autocollant à l'arrière...
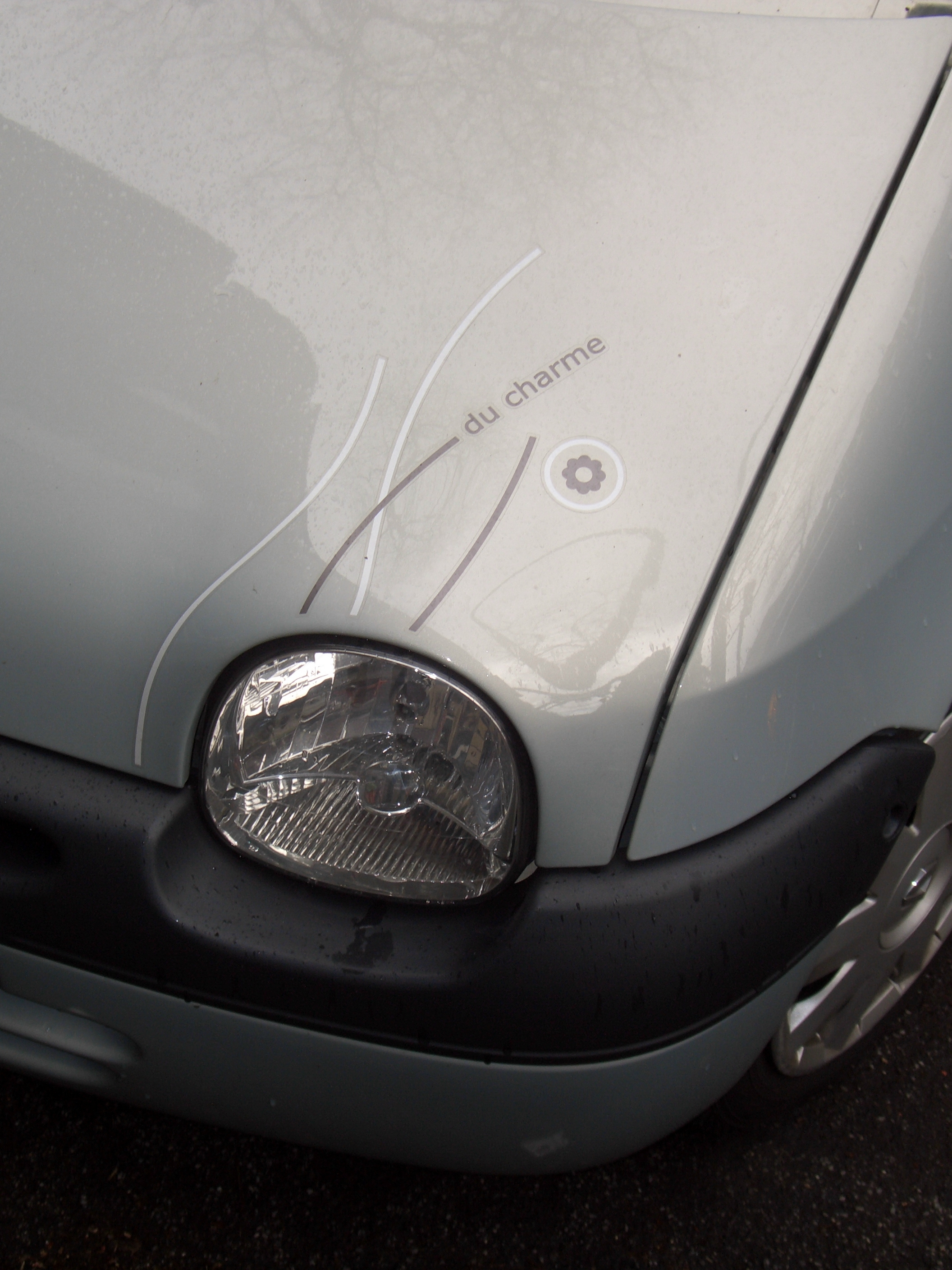
... à l'avant...
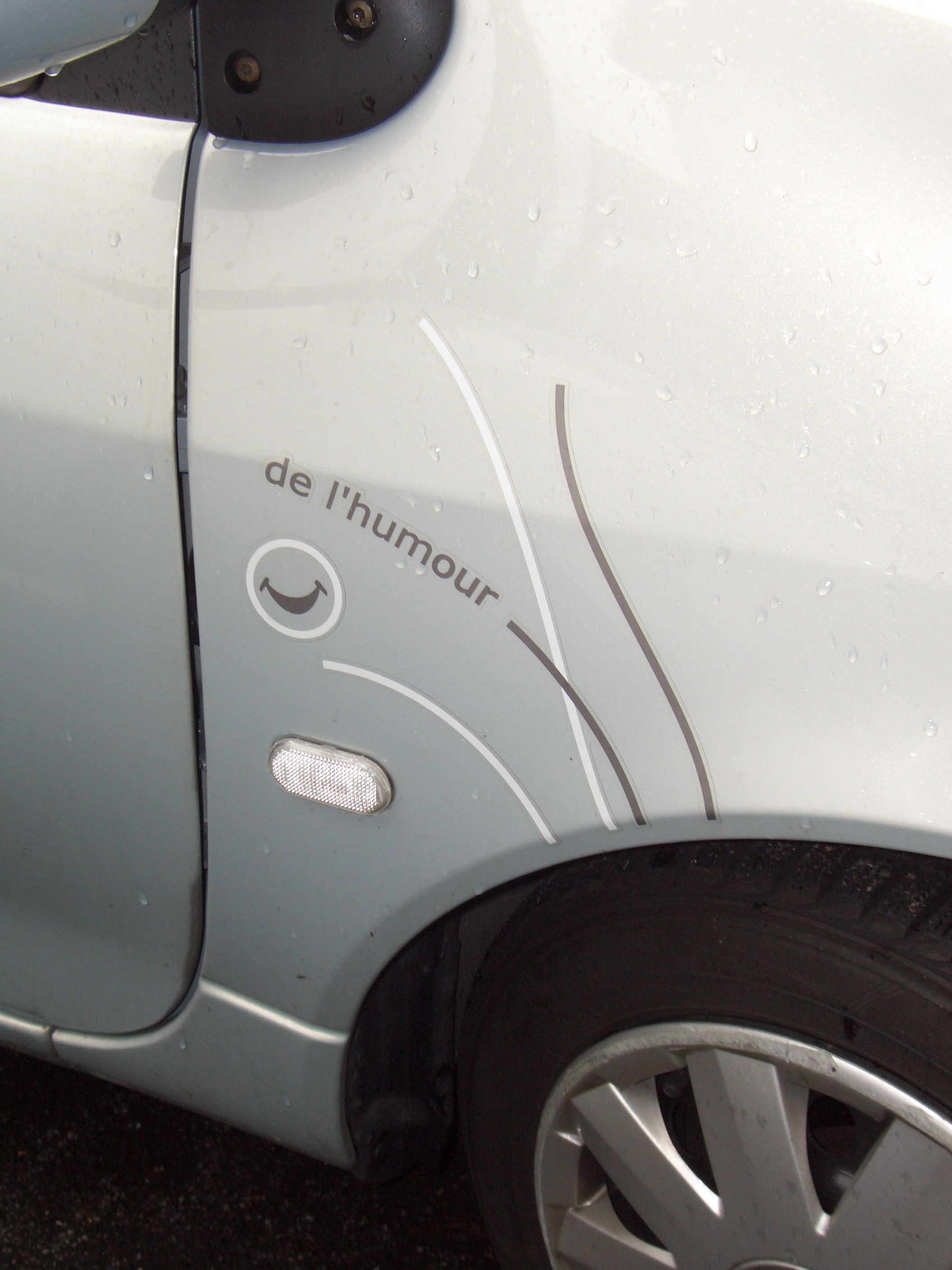
... sur l'aile avant...
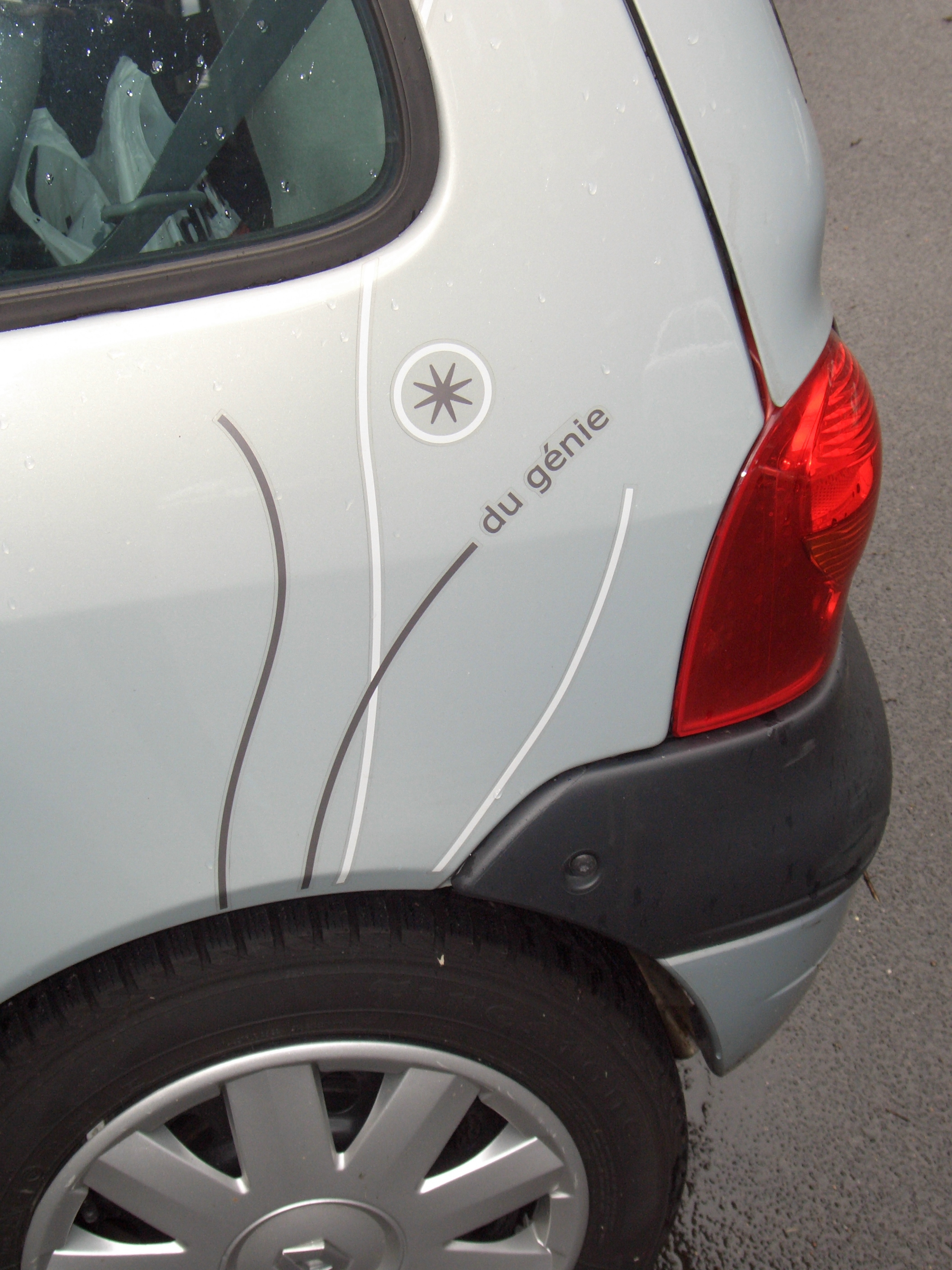
... et l'aile arrière

### Arrêt et succession
La Twingo première génération cède sa place à la seconde génération en juin 2007. Le dernier exemplaire destiné à l'Europe sort des chaînes d'assemblage de l'usine de Flins le 28 juin 2007. Un total de 2 478 648 Twingo ont été produites à cette date.
La production continue jusqu’en juin 2012 à l'usine Renault de Envigado, en Colombie, pour le marché sud-américain. Elle tire définitivement sa révérence avec une série spéciale très colorée appelée Twingo Tatoo. Plus de 100 000 exemplaires ont été produits en Colombie, ce qui porte la production totale de Twingo I à environ 2,6 millions d'exemplaires. La Twingo I a donc été commercialisée pendant 15 ans en Europe et 20 ans au total.

## Les différentes versions

### Les séries spéciales
Séries spéciales commercialisées au long de la carrière de la première génération de Twingo,,,:
- Kenzo (1995, 1re collection)
- Alizé (1995, 1re collection)
- Air (1995)
- Wind (1995)
- Spring (1995, 1re collection, Italie et Pays-Bas uniquement)
- Summer (1995, Italie uniquement)
- United Colors of Benetton (1996)
- Grease (1996, Allemagne uniquement)
- Alizé (1997, 2e collection)
- Elite (1997)
- Enjoy (1997, Allemagne uniquement)
- Jungle (1997)
- Liberty (1997, 1re collection, Allemagne uniquement)
- Seventie (1997, Suisse uniquement)
- Spring (1997, 2e collection, Pays-Bas uniquement)
- Velvet (1997, Italie uniquement)
- Freeze (1998, Autriche uniquement)
- Liberty (1998, 2e collection, Allemagne uniquement)
- Metropolis (1998, Allemagne uniquement)
- Sari (1998)[13]
- Spring (1998, Suisse uniquement)
- Ice (1999, 1re collection, Italie uniquement)
- Initiale (1999, Italie, Pays-Bas et Allemagne uniquement)
- Look (1999, Autriche uniquement)
- L'Oréal (1999, Espagne uniquement)
- Summertime (1999, Allemagne uniquement)
- Sun (1999, Autriche uniquement)
- Soleil (2000, Japon uniquement)
- Cinetic (2001)
- Epicea (2001, Pays-Bas uniquement)
- Green Fee (2001, Allemagne uniquement)
- Helios (2001, 1re collection, Belgique et Suisse uniquement)
- Perrier (2001)
- Sky (2001, Autriche uniquement)
- Smile (2001, Autriche uniquement)
- Tintin (2001, Belgique uniquement)
- Verde (2001, Autriche uniquement)
- Campus (2002, 1re collection)
- D (2002, Italie uniquement)
- Helios (2002, 2e collection, Belgique uniquement)
- Saint-Tropez (2002, Italie uniquement)
- Soleil (2002, 1re collection, Allemagne uniquement)
- Beach (2003, Allemagne uniquement)
- Campus (2003, 2e collection)
- Diabolika (2003, Italie uniquement)
- Emotion (2003, Pays-Bas uniquement)
- Ice (2003, 2e collection, Italie uniquement)
- Kiss Cool (2003, 1re collection)
- Oasis (2003, appelée Oase aux Pays-Bas)
- Soleil (2003, 2e collection, Allemagne uniquement)
- Kenzo (2004, 2e collection)
- Lazuli (2004, Allemagne, Autriche, Pays-Bas et Suisse uniquement)
- + (2005, Allemagne uniquement)
- Emotion (2005)
- Wave (2005, Italie uniquement)
- Kiss Cool (2003, 2e collection)
- Chic & Sexy (2006, Autriche uniquement)
- Élysée (2006, Allemagne uniquement)
- Edition Toujours (2006, Allemagne uniquement)
- Jade (2006)
- Pépite (2006)
- Collector (2007)
- Tattoo (2012, Colombie uniquement)[14]

## Caractéristiques
Le coffre a une capacité de 168 L à 980 L (selon la position des sièges de la banquette arrière).

### Chaîne cinématique

#### Motorisations
| Modèle et boîte                                        | Moteur                   | Cylindrée         | Puissance                    | Couple                 | 0 à 100 km/h                  | Vitesse maximale                  | Consommation et émissions de CO2 |
| ------------------------------------------------------ | ------------------------ | ----------------- | ---------------------------- | ---------------------- | ----------------------------- | --------------------------------- | -------------------------------- |
| Renault Twingo I 1.2 55 (boîte méca. 5)                | 4 cylindres en ligne C3G | 1 239 cm3 (1,2 L) | 40 kW (55 ch) à 5 300 tr/min | 90 N m à 2 800 tr/min  | 14 s                          | 150 km/h                          | 6 L/100 km -                     |
| Renault Twingo I 1.2 8v 58 (boîte méca. 5)             | 4 cylindres en ligne D7F | 1 149 cm3 (1,2 L) | 43 kW (58 ch) à 5 500 tr/min | 100 N m à 3 750 tr/min | 13,3 s                        | 155 km/h                          | 4,9 L/100 km 118 g/km            |
| Renault Twingo I 1.2 8v 60 (boîte méca. 5 ou auto. 3)  | 4 cylindres en ligne D7F | 1 149 cm3 (1,2 L) | 44 kW (60 ch) à 5 250 tr/min | 93 N m à 2 500 tr/min  | Méca. : 13,4 s Auto. : 16,4 s | Méca. : 151 km/h Auto. : 164 km/h | 6,5 L/100 km 143 g/km            |
| Renault Twingo I 1.2 8v 60 (boîte auto. 5)             | 4 cylindres en ligne D7F | 1 149 cm3 (1,2 L) | 44 kW (60 ch) à 5 500 tr/min | 105 N m à 3 500 tr/min | 14,7 s                        | 155 km/h                          | 5 L/100 km 120 g/km              |
| Renault Twingo I 1.2 16v 75 (boîte méca. 5 ou auto. 3) | 4 cylindres en ligne D4F | 1 149 cm3 (1,2 L) | 56 kW (75 ch) à 5 500 tr/min | 105 N m à 2 500 tr/min | Méca. : 11,7 s Auto. : 13,3 s | 168 km/h                          | 5,8 L/100 km 135 g/km            |

#### Boîtes de vitesses
Un embrayage automatique « Easy » est proposé en option. Une version avec boîte automatique à trois rapports a été commercialisée sous le nom de « Matic ». Renault lance la boîte de vitesses robotisée Quickshift au printemps 2001.

### Châssis et carrosserie
Au fil de sa carrière, la première Twingo connait une très grande variété de 43 coloris proposés, dont certains uniques à des versions spéciales.
- Vert Amande (190), de 1999 à 2003
- Anis (306), de 1998 à 2003
- Tropic Orange (327), de 1998 à 2001
- Jaune Indien (328), de 1993 à 1994
- Blanc Glacier (389), de 1996 à 2002
- Jaune Citron (396), de 1995 à 1996
- Bleu Ciel (426), de 1998 à 2001
- Bleu Éole (427), de 2002 à 2004
- Bleu Méthyl (432), de 1997 à 2001
- Tobago (456), de 1998 à 2001
- Bleu Outremer (457), de 1993 à 1994
- Bleu Crépuscule (472), de 2001 à 2005
- Bleu Myosotis (489), de 1997 à 2006
- Cyan (496), de 1995 à 1996
- Gris Boréal (632), de 1998 à 2006
- Brume (643), de 1993 à 1998
- Nymphéa (671), de 1998 à 2001
- Noir Nacré (676), de 1993 à 2006
- Noir (694), de 1997 à 2006
- Rouge Coquelicot (701), de 1997 à 2001
- Rouge Cerise (713), de 2001 à 2006
- Rouge Vif (727), de 1997 à 2003
- Rouge Nacré (783), de 1993 à 1996
- Rouge Corail (797), de 1993 à 1994
- Magenta (799), de 1995 à 1996
- Vert Vertigo (901), de 2001 à 2004
- Vert Abysse (903), de 2005 à 2006
- Vert Luzerne (910), de 1997 à 1998
- Vert Yanos (934), de 1995 à 1996
- Vert Véronèse (940), de 1995 à 1996
- Vert Coriandre (985), de 1993 à 1994
- Jaune de Manille (A17), 2003
- Beige Angora (A19), de 2005 à 2006
- Rouge Margot (B77), de 2000 à 2003
- Bleu Vibrato (D45), de 2000 à 2003
- Bleu Nautilus (D48), de 2005 à 2006
- Rouge Syrah (D70), de 2003 à 2004
- Violet Empereur (D76), de 2004 à 2005
- Bleu Cyclade (F47), de 2002 à 2006
- Vert Onyx (F90), de 2002 à 2003
- Vert Rainette (F91), de 2002 à 2004
- Vert Saule (F96), de 2004 à 2006
- Live Pastel (F97), de 2004 à 2006
- Bleu Atoll (I43), de 2002 à 2004

### Intérieur, options et accessoires
Le volant de la Twingo est doté de larges branches concaves : cette disposition est particulièrement anti-ergonomique en règle générale, mais ici adaptée à un contexte d'économie d'espace. Il a été remplacé par la suite afin d'accueillir un coussin gonflable de sécurité (« airbag ») côté conducteur, en série sur les derniers modèles.

#### Les options
Un toit panoramique en toile est proposé d'abord sur la série spéciale « Air », puis en option. Plus tard est proposé en option un large toit ouvrant panoramique vitré.

## Production
- Flins (France), de 1992 à 2007, site de production principal
- Valladolid (Espagne)
- Envigado (Colombie) par la SOFASA, de 1995 à 2012[16]
- Taichung (Taïwan) par le sous-traitant Sanfu, dans les années 1990
- Montevideo (Uruguay) par le sous-traitant Nordex S.A. en kits CKD de 1999 à 2002, production arrêtée prématurément à cause d'une crise économique en Argentine et au Brésil[17]

## Divers

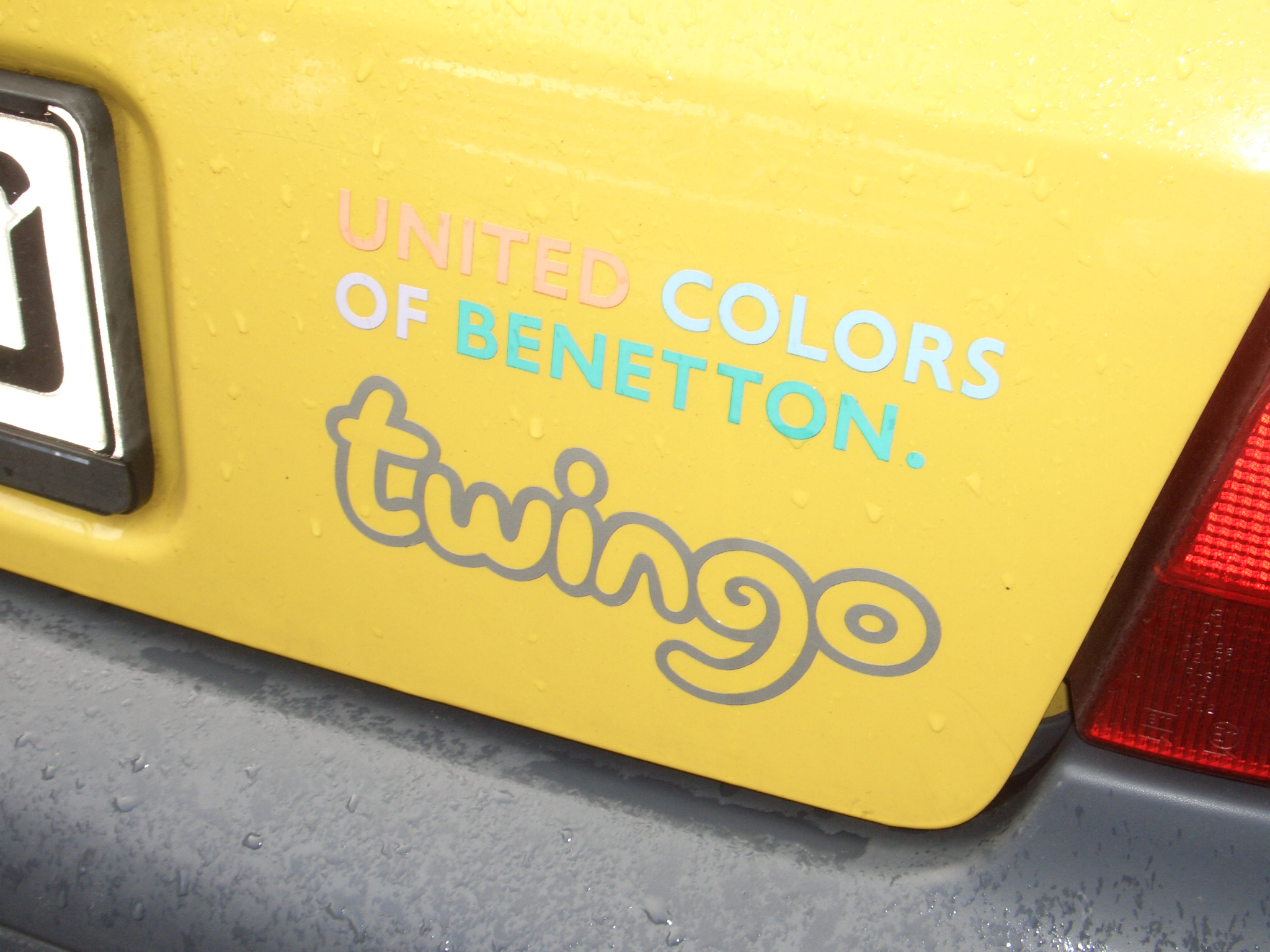
Twingo Benetton

- Selon l'hebdomadaire Auto Plus, les Twingo les plus anciennes faisaient partie des préférées des voleurs, car dépourvues jusqu’en 1998 de dispositif antidémarrage et ses pièces détachées se revendaient très bien.
- La Twingo est l'héroïne d'un sketch du comédien Dany Boon.
- Elle a été le cadeau d'adieu du Parti socialiste au Président de la République François Mitterrand, de couleur verte. Il l'avait déjà essayée à l'Élysée en 1993, où il avait eu le choix entre une bleue et une rouge. Il avait choisi la rouge[18].
- En 1993, pour l'exposition "Design, miroir du siècle", au Grand Palais, à Paris, 4 Twingo sont accrochées en façade du monument, comme symbole du thème de l'exposition.

## Rétrofit
Une version rétrofitée de la phase 4  a été homologuée — via l'UTAC — en 2023 par Lormauto, un petit constructeur basée en Normandie. Ces modèles sont notamment mis en location chez le loueur Ucar,. Ces twingo dont le moteur thermique est remplacé par une machine électrique synchrone voit également la boîte de vitesses supprimée, l'intérieur modernisé,,, sont industrialisées depuis 2024. Ces modèles, partiellement reconstruit, sont présenté comme pouvant être une alternative à une Dacia Spring.
| Modèle et boîte                                    | Moteur                                | Puissance                | Couple             | 0 à 100 km/h | Vitesse maximale | Pack batterie                |
| -------------------------------------------------- | ------------------------------------- | ------------------------ | ------------------ | ------------ | ---------------- | ---------------------------- |
| Renault Twingo I phase 4 (suppression boîte méca.) | Machine électrique synchrone (Italie) | 38 kW (52 ch) à X tr/min | 200 N m à X tr/min | 15 s         | 130 km/h         | 48 cellules LFP 16 kWh (net) |